# واسیلچوکی
واسیلچوکی (به لاتین: Vasilchuki) یک منطقهٔ مسکونی در روسیه است که در سرزمین آلتای واقع شده‌است.